# Lithobius stuxbergii
Lithobius stuxbergii är en mångfotingart som beskrevs av Sseliwanoff 1881. Lithobius stuxbergii ingår i släktet Lithobius och familjen stenkrypare. Inga underarter finns listade i Catalogue of Life.